# Marquesat de Besora
El marquesat de Besora és un títol nobiliari concedit el 1698 pel rei Carles II a favor de Narcís Descatllar i de Çarriera, senyor de Besora (Osona), del Catllar i de Rocabruna (Ripollès), mort el 1707. Posteriorment, passà als Queralt, comtes de Santa Coloma, i als García de Samaniego, marquesos de La Granja de Samaniego.